# 小笠原信元
小笠原 信元（おがさわら のぶもと）は、安土桃山時代から江戸時代初期の武将。徳川家康の家臣。

## 略歴
三河国幡豆郡寺部城の城主小笠原広重の長男。三河小笠原氏は当初駿河・遠江・三河を治める戦国大名今川氏に属したが、永禄年間には徳川氏に従った。
永禄11年（1568年）には武田氏に備えて父とともに船方山城に入り、以後三方ヶ原の戦いや長篠の戦いに従軍した。天正4年（1576年）からは同族で外伯父の小笠原安次とともに松平康親の守る諏訪原城に在番した。天正7年（1579年）駿河持船城攻めに武功があった。天正10年（1582年）天正壬午の乱では後北条氏に備えて駿河三枚橋城を守備し、同年9月の伊豆三島・千貫樋の戦いでは伯父の小笠原安次や家臣の小笠原市蔵が戦死するなどの激戦となった。この戦功により信元は駿河国富士郡内に1,000石を加増されている。
天正18年（1590年）小田原征伐に従軍し、鷹ノ巣城攻略や小田原城篠曲輪の夜戦に戦功があった。徳川氏が関東に移封されると、信元も上総国周淮郡富津に2,500石で移り、江戸湾内の鳥狩りを許されている。同年、徳川水軍の船手頭に任じられた。天正19年（1591年）の奥州討伐に伴う徳川軍の岩出山城出張や、文禄元年（1593年）の文禄の役に伴う名護屋城出張に供奉した。慶長5年（1600年）関ヶ原の戦いでは西軍九鬼嘉隆の押さえとして、千賀重親・松平家信や弟の広朝(正吉)、外従兄の小笠原広勝とともに尾張国知多郡師崎を守備した。戦後は大坂城下福島・転法の両口に在番した。
慶長17年（1612年）本領の富津で死去。甥で養嗣子の信重は慶長11年（1606年）に早世していたため、家督は信重の嫡男で6歳の信盛が継承した。